# Rybnica (Kotlina Płocka)
Rybnica – jezioro w woj. kujawsko-pomorskim, w granicach administracyjnych Włocławka. Brzegi jeziora stanowią granicę miasta i gminy Włocławek. Jezioro leży na terenie Kotliny Płockiej.

## Opis
Jezioro znajduje się przy ogrodach działkowych „Rybnica” oraz „Wiosenka” we włocławskiej dzielnicy Rybnica. Na południu jezioro łączy się wąskim ciekiem z Jeziorem Łąkie.
Do zbiornika wodnego prowadzą dwie drogi. Jedna betonowo-żużlowa z osiedla Kazimierza Wielkiego, druga asfaltowo-żużlowa jest boczną drogą trasy Włocławek-Płock.
Jezioro jest w posiadaniu PZW.

## Dane morfometryczne
Powierzchnia zwierciadła wody według różnych źródeł wynosi od 1,7 ha do 7,6 ha.
Poziom wody jest na wysokości 58,0 m n.p.m. Średnia głębokość jeziora wynosi 2,3 m, głębokość maksymalna 4,6 m.
W oparciu o badania przeprowadzone w 2004 roku wody jeziora zaliczono do III klasy czystości i poza kategorią podatności na degradację.

## Hydronimia
Według urzędowego spisu opracowanego przez Komisję Nazw Miejscowości i Obiektów Fizjograficznych (KNMiOF) nazwa tego jeziora to Rybnica. W różnych publikacjach i na mapach topograficznych jezioro to występuje pod nazwą Jezioro Rybnickie.